# بیمارستان کودکان شهید حجازی
بیمارستان کودکان شهید حجازی واقع در استان فارس، شهر شیراز بیمارستانی است دانشگاهی و درمانی وابسته به دانشگاه علوم پزشکی شیراز با ۴۰ تخت ثابت که در سال ۱۳۵۳ خورشیدی تأسیس گردید.
هم‌اکنون این بیمارستان دارای بخش‌های کودکان، قلب و عروق ،CCU و دیگر واحدهای پاراکلینیکی و درمانگاهی می‌باشد.